# Nordische Rundkirchen

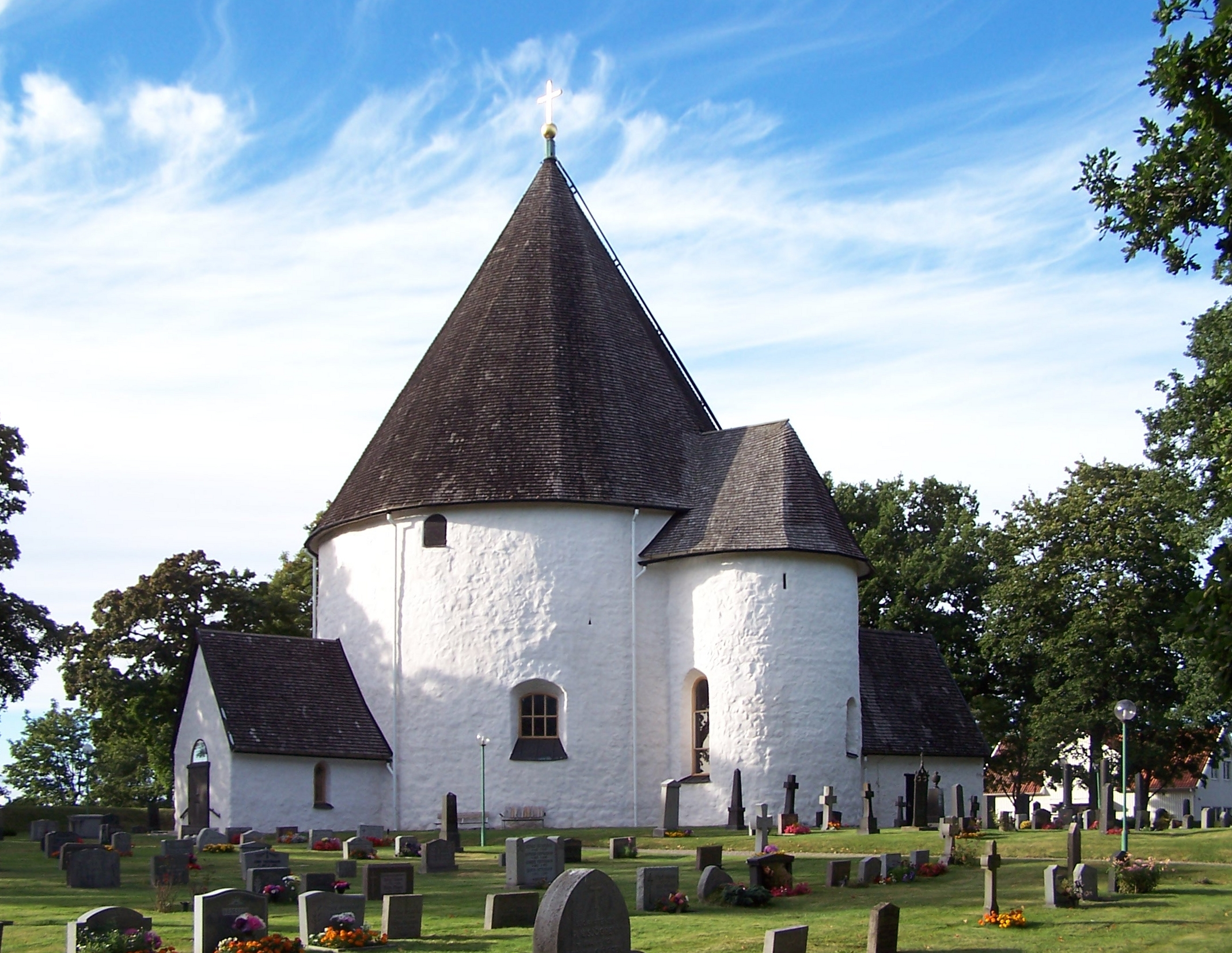
Rundkirche von Hagby

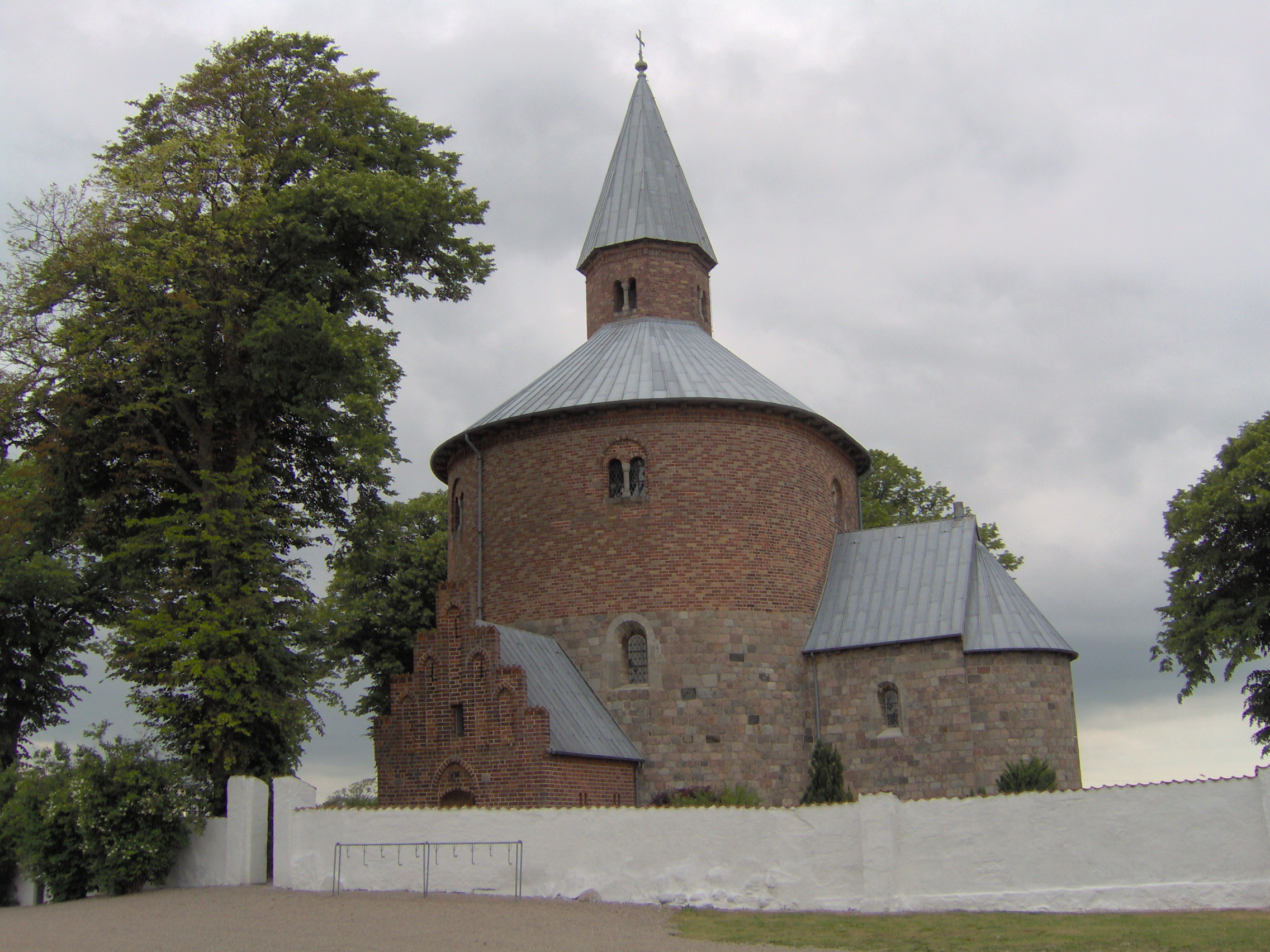
Kirche von Bjernede

Die Nordischen Rundkirchen sind sakrale Zentralbauten (Rundkirchen) in Dänemark und Skandinavien.

## Funktion und architektonische Vorbilder
Nach allgemeiner Interpretation waren nordische Rundkirchen in ihrer Funktion auf Verteidigung ausgerichtet. Abgesehen von ihrer religiösen Funktion dienten sie zudem als Machtsymbol, als Lager, Vorratsspeicher und dem Schutz der Gemeindemitglieder bei regionalen Konflikten.
Auch wenn sich aus architektonischer Sicht eine Zuordnung der heute noch erhaltenen Kirchen zu Wehrbauten nicht immer eindeutig herstellen lässt, sind doch viele Historiker der Ansicht, dass die Rundkirchen des Nordens als Kombination aus Verteidigungsbau und Kultstätte gebaut wurden. Da Steingebäude im 12. Jahrhundert noch selten waren und es nur wenig Erfahrung mit deren Verteidigung bzw. Angriff gab, entschloss man sich in Krisengebieten häufig dazu, anstelle einer Burg und einer gewöhnlichen Kirche eine Kombination aus beiden Gebäuden zu errichten. Auch gewöhnliche längliche Kirchen des 12. Jahrhunderts waren häufig so gebaut, dass sich die Türen von innen durch schwere Querbalken verriegeln ließen, die in tiefe Kavitäten zu beiden Seiten der Tür eingesetzt werden konnten. Rundkirchen besaßen zudem oft die Möglichkeit, die Türen von oben zu verteidigen. Ganz allgemein unterstützt die runde Gebäudeform die Verteidigung, weil sich dem Verteidiger eine bessere Rundumsicht bietet und sie dem Angreifer keine uneinsehbaren Bereiche gewährt.
Die runde Bauform stammt vermutlich ursprünglich von neolithischen und antiken Gräbern und Tempeln. Charakteristisch für Rundkirchen ist die Ausbreitung des zentralen Raumes um eine zentrale Mittelachse. Wenn der Raum betreten wird, steht man in der Mitte des Raumes, was die Präsenz, die Kommunikation und somit die Teilnahme am kirchlichen Geschehen vereinfacht.
In der frühen Forschung zu Rundkirchen wurde oftmals eine architektonische Verbindung zur Kirche vom heiligen Grab in Jerusalem gezogen. Diese Theorie wird auch heute noch von vielen Forschern vertreten. Neben der Kirchenform finden sich z. B. in der Kirche von Vårdsberg eine Reihe von Nischen, die in ihrer Anordnung deutliche Parallelen zur Grabeskirche in Jerusalem aufweisen.  Diese architektonische Analogie hat in Europa eine lange Tradition. Bekannte Gebäude, von denen man eine solche architektonische Verbindung zur Grabeskirche annehmen kann, sind die Basilika von San Vitale in Ravenna, die Hagia Sophia in Istanbul sowie die Pfalzkapelle Karls des Großen in Aachen. Hinzu kommt, dass auf dem europäischen Kontinent schon frühzeitig runde Gebäude, wie bsw. das Pantheon, zu christlichen Kirchen umfunktioniert wurden. Archäologische Untersuchungen legen den Schluss nahe, dass eine Vielzahl christlicher Sakralbauten durch Umbau von heidnischen Bauten und Tempeln entstanden sind. Weiterhin weisen die nordischen Rundkirchen starke deutsche und westslawische Einflüsse auf. Diese bestehen insbesondere bei den Rundkirchen auf Bornholm aus deutschen Einflüssen, während die der schwedischen Rundkirchen eher westslawischen Ursprungs sind. Der Nachweis dieser Einflüsse bis zur Rundkirche von Orphir auf Orkney ist ein Beleg für einen ungewöhnlichen Kulturaustausch auch über große Entfernungen in der damaligen Zeit.

## Dänemark

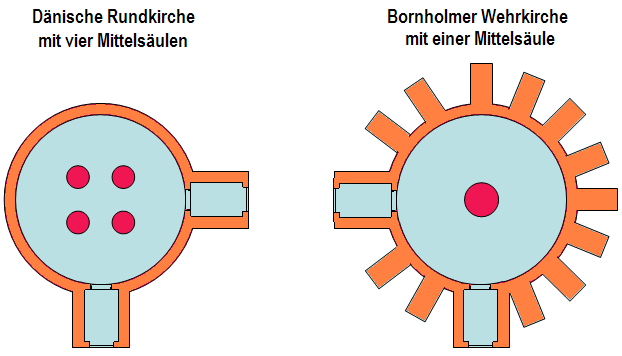
Schema dänischer Rundkirchen

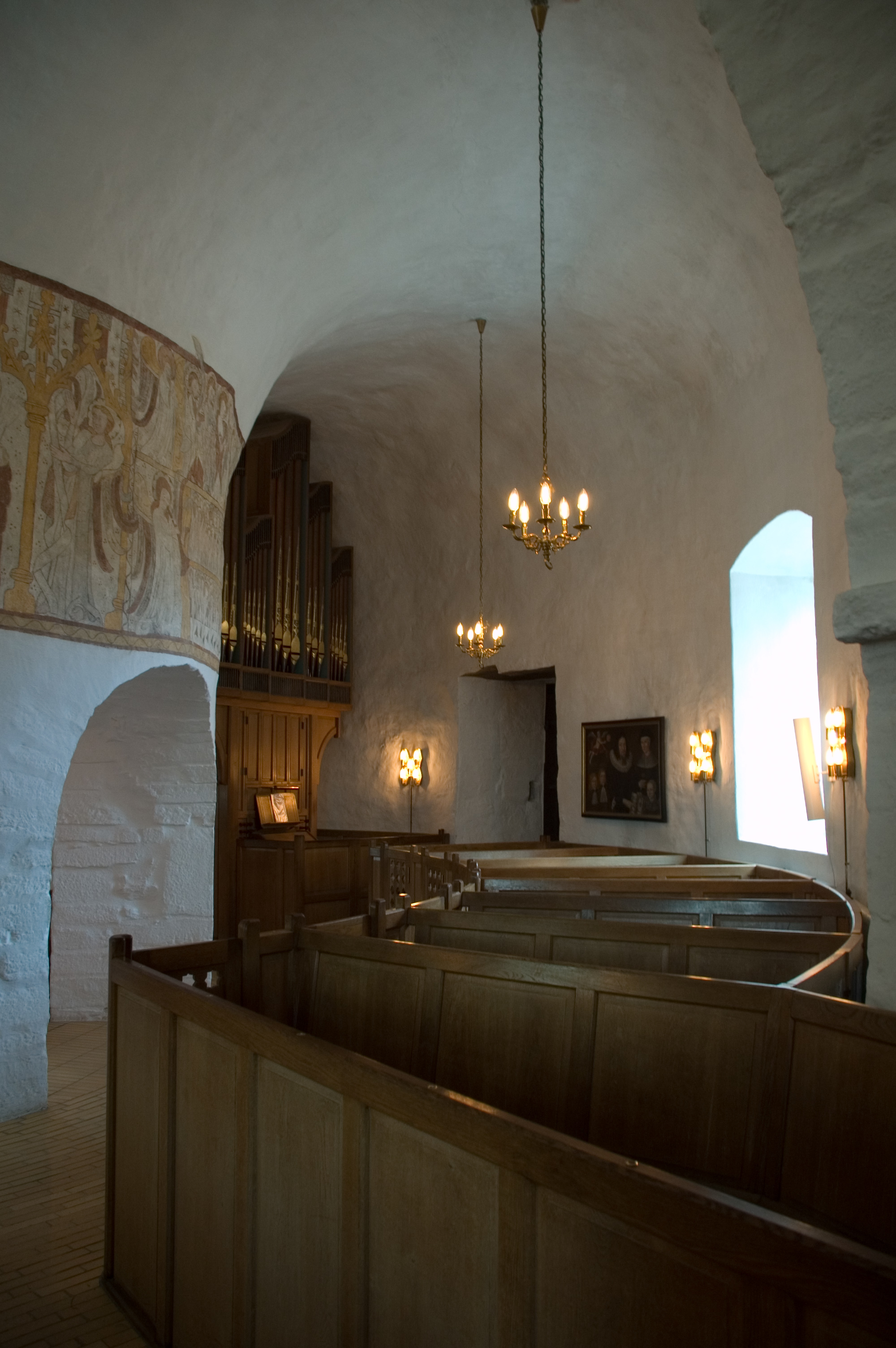
Innenraum der Rundkirche von Østerlars

Die bekanntesten bis heute erhaltenen Rundkirchen Dänemarks (dänisch rundkirker) liegen auf der Insel Bornholm. Sie entstanden im 12. Jahrhundert, eine genaue Datierung ist nicht bekannt. Sie wurden mehrfach umgebaut. Ihre Besonderheit liegt in ihren festungsartig verstärkten Außenmauern mit großen Strebepfeilern, welche gemeinsam mit einem Zentralpfeiler die Last des umlaufenden Tonnengewölbes abtragen. Man zählt die Rundkirchen Bornholms, mit Ausnahme der Ny Kirke, zu den Wehrkirchen. Ihre Zentralpfeiler sind häufig mit einem Bilderfries verziert. Ursprünglich war die Rundbauten mit Flachdächern und umlaufenden Zinnen (zur Verteidigung) versehen. Ihre charakteristischen Kegeldächer erhielten sie erst im späten Mittelalter. Sie drückten mit ihrem Gewicht auf die Außenmauern und machten die mächtigen äußeren Stützen erforderlich, die insbesondere das Bild der Kirche von Østerlars prägen. Die Kirchen von Olsker, Nylars und Østerlars  haben drei Stockwerke, die Ny Kirke zwei Stockwerke. Die oberen Stockwerke sind nur durch enge Aufgänge erreichbar und dienten der Bevölkerung als Schutzräume gegen angreifende Seeräuber.
Die drei anderen dänischen Rundkirchen befinden sich auf Jütland und den Inseln Fünen und Seeland. Ihnen gemeinsam ist, dass sie über keine verstärkten Außenwände verfügen. Sie besitzen eine Gewölbedecke, die von vier Mittelpfeilern getragen wird. Nach dem Erzbischof Absalon von Lund werden sie als „Absalon-Rundkirchen“ bezeichnet. Absalon war ein Mitglied der seeländischen Adels- und Bischofsfamilie Hvide, zu der auch die Bauherren gehörten. Alle drei Gebäude sind nach dem gleichen Grundriss entstanden, der sich von der 1870 durch Brand vernichteten Feldstein-Rundkirche in Schlamersdorf in Wagrien ableitet. Auch die bereits im Mittelalter durch einen Neubau ersetzte Rundkirche von Petersborg, nördlich von Sorø auf Seeland, wurde nach diesem Vorbild erbaut.
Rundkirchen in Dänemark
- Sankt-Ols-Kirche von Olsker – Bornholm
- Kirche von Nylars – Bornholm
- Ny Kirke – Bornholm
- Kirche von Østerlars – Bornholm
- Kirche von Bjernede – Seeland
- Horne Kirke – Fünen
- Kirche von Thorsager – Jütland

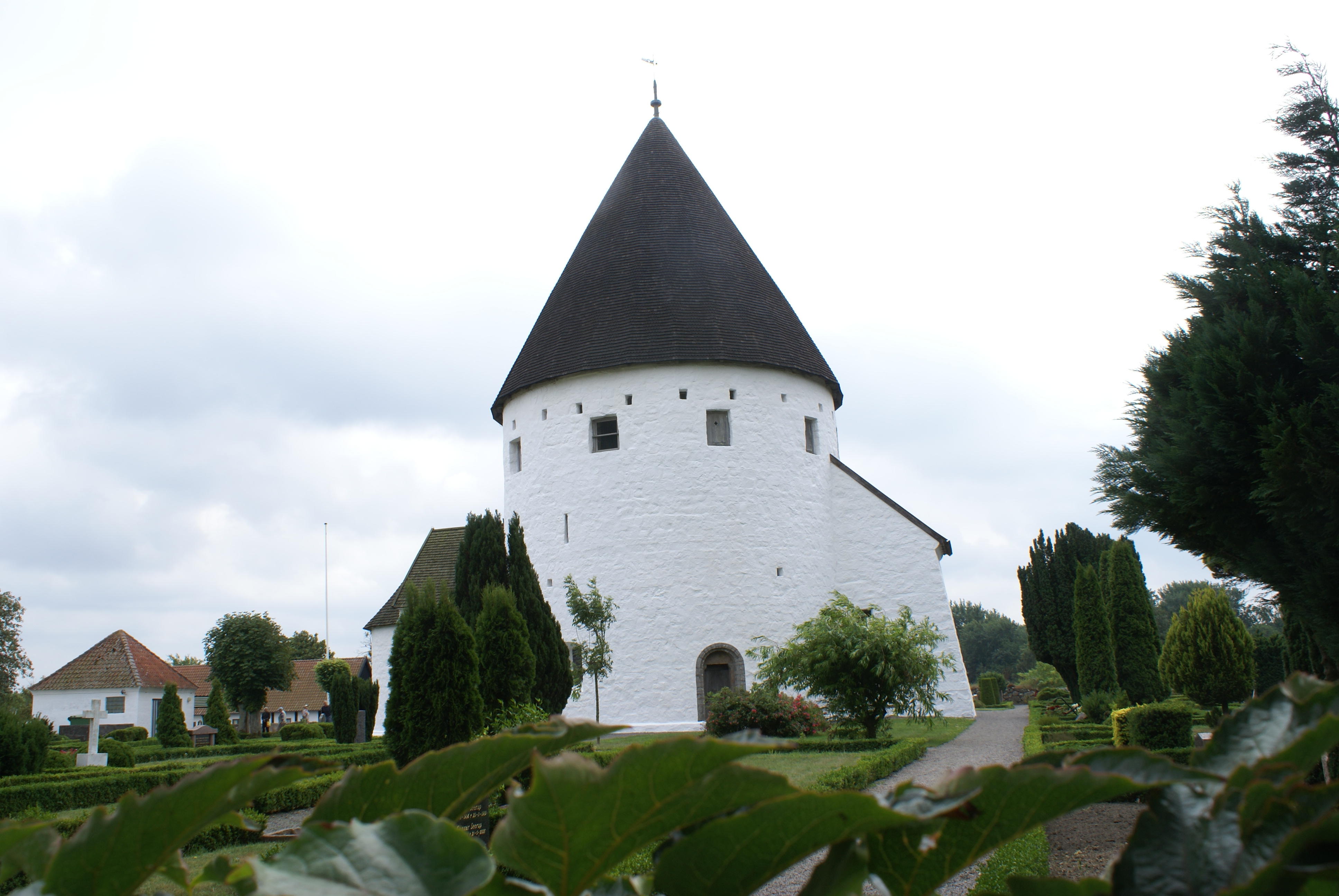
Sankt-Ols-Kirche von Olsker
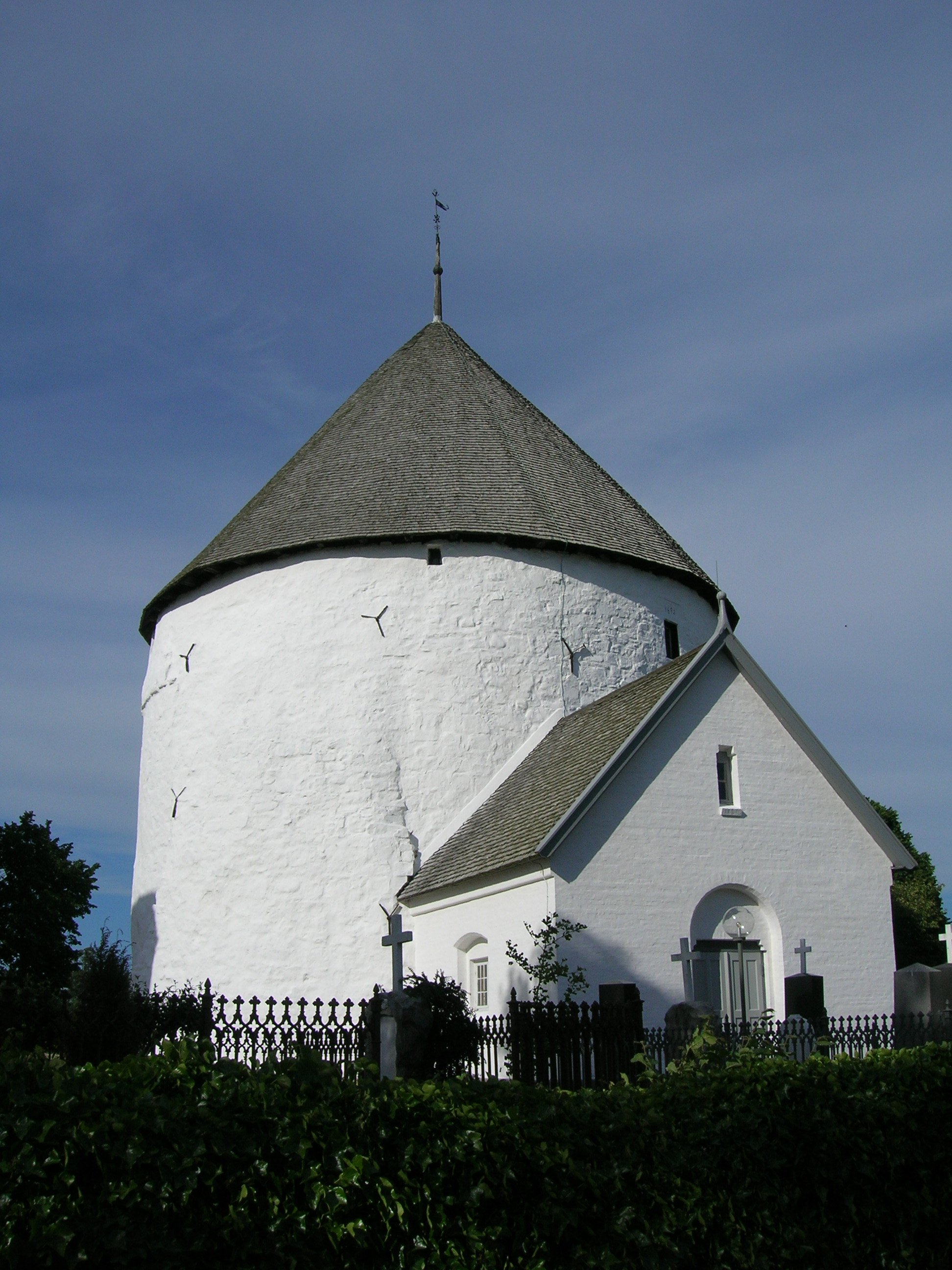
Rundkirche von Nylars
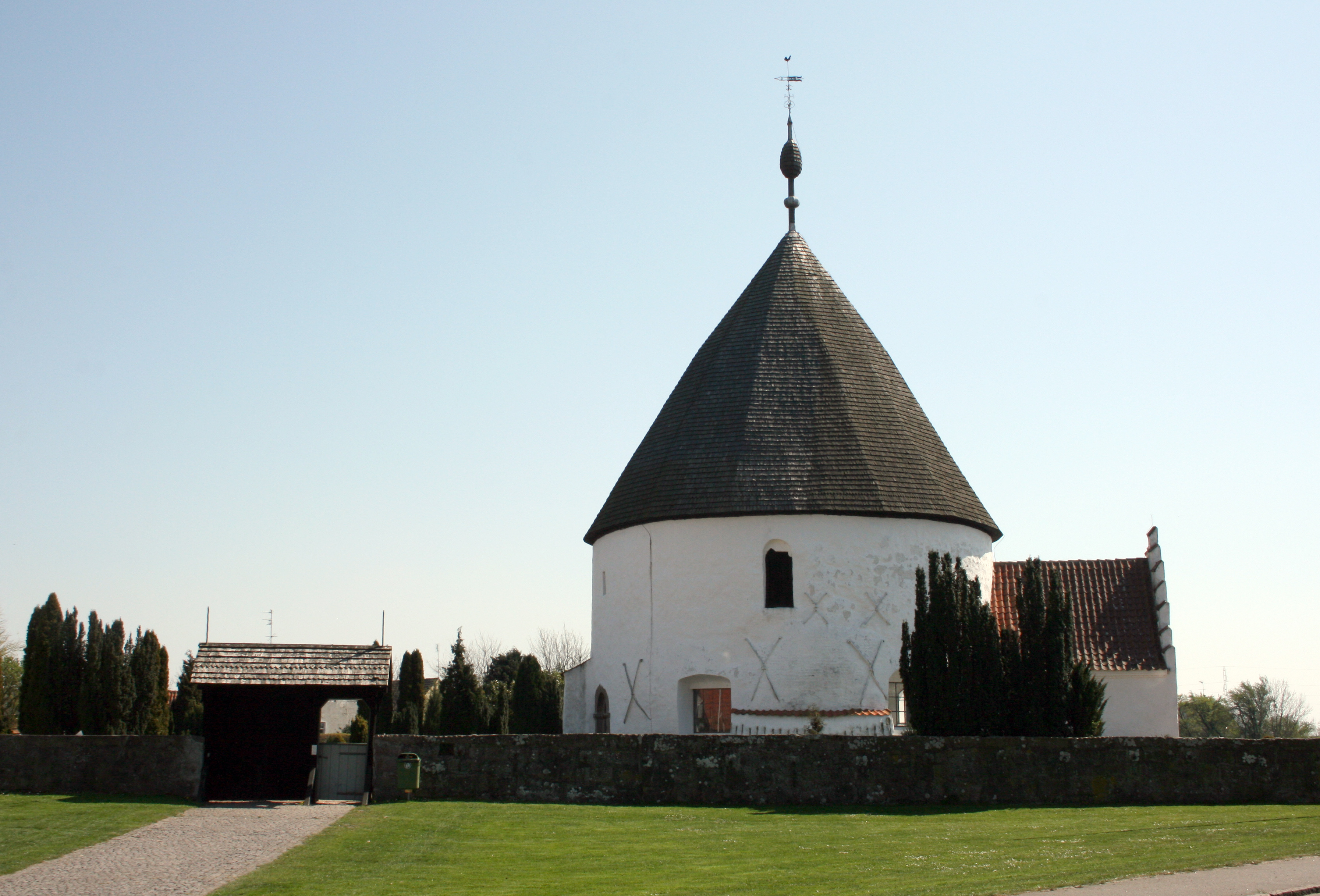
Ny Kirke
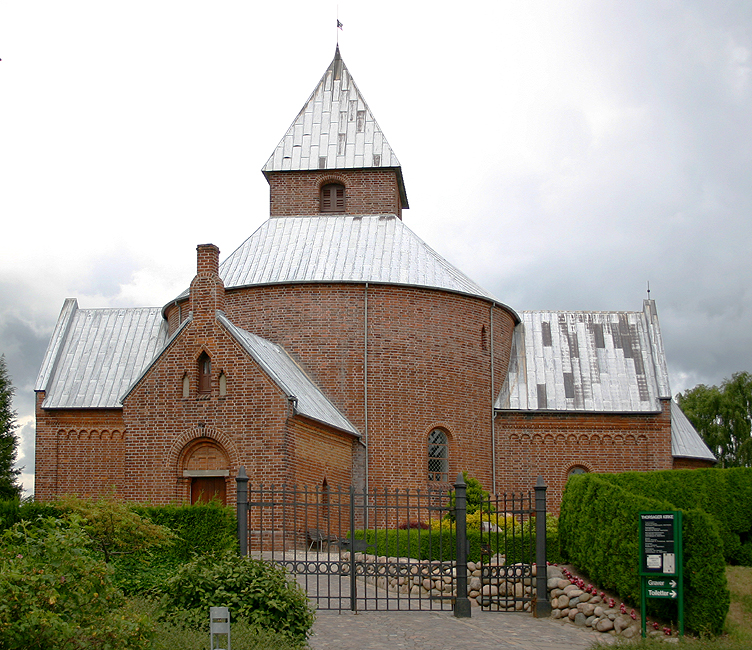
Kirche von Thorsager
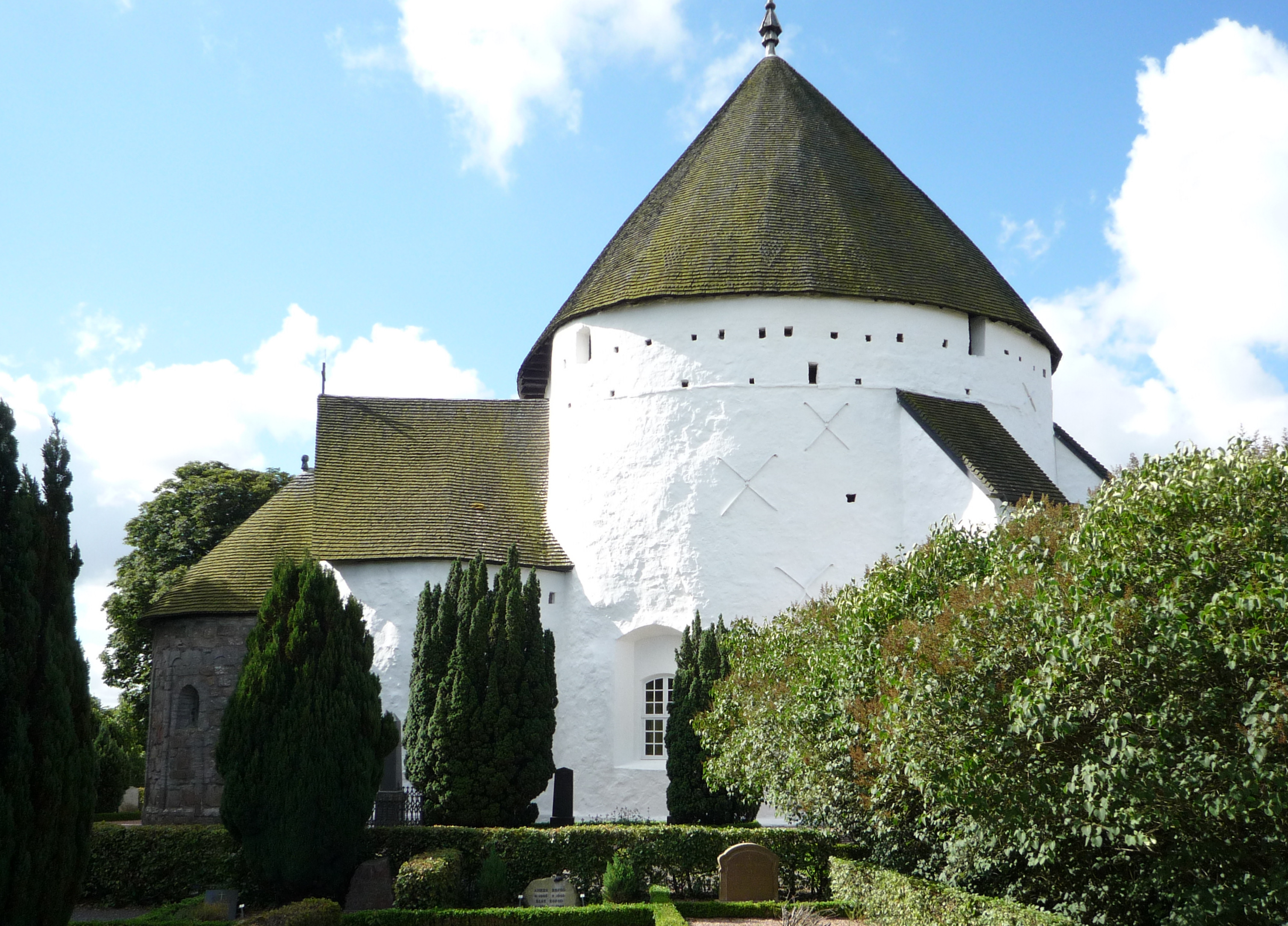
Rundkirche von Østerlars
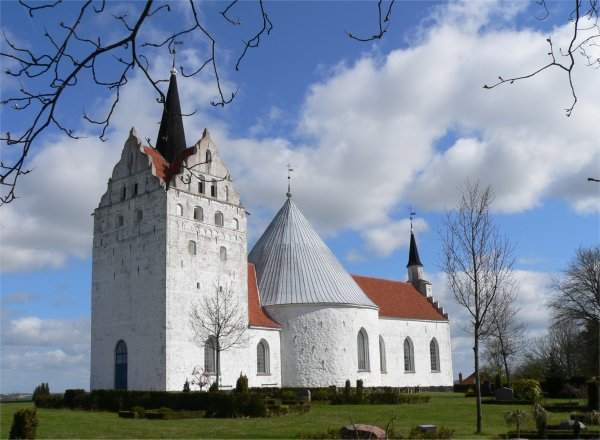
Horne Kirke

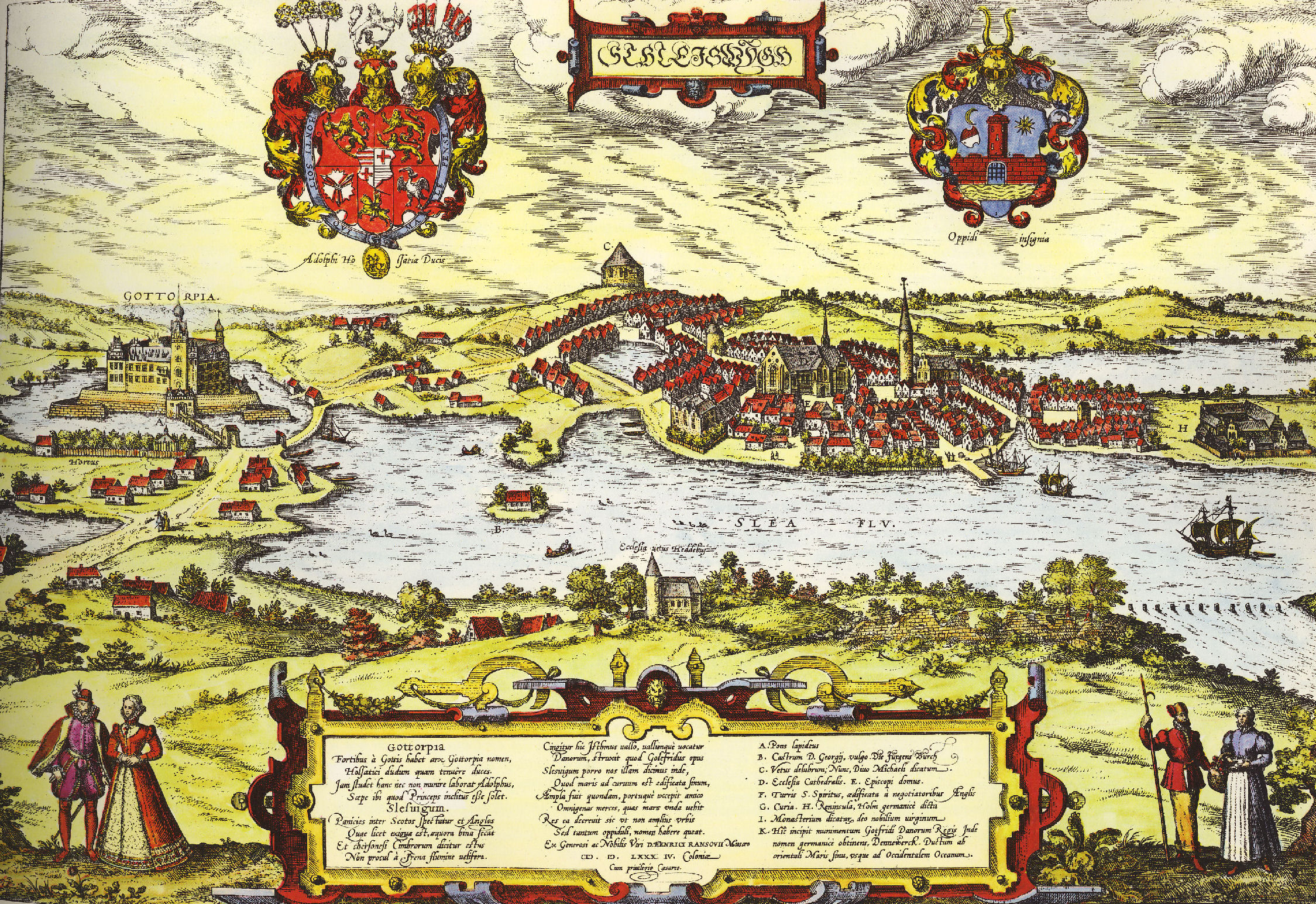
Schleswig um 1600, in der Mitte (C) St. Michaelis auf dem Berge

Eine Rundkirche im dänischen Einflussbereich war St. Michaelis auf dem Berge in Schleswig, die im 12. Jahrhundert als Klosterkirche entstand und nach der Auflösung des Konvents 1192 als Pfarrkirche genutzt wurde. Nach Um- und Anbauten in den folgenden Jahrhunderten stürzte sie in den 1850er Jahren ein und wurde 1870 abgetragen.

## Schweden

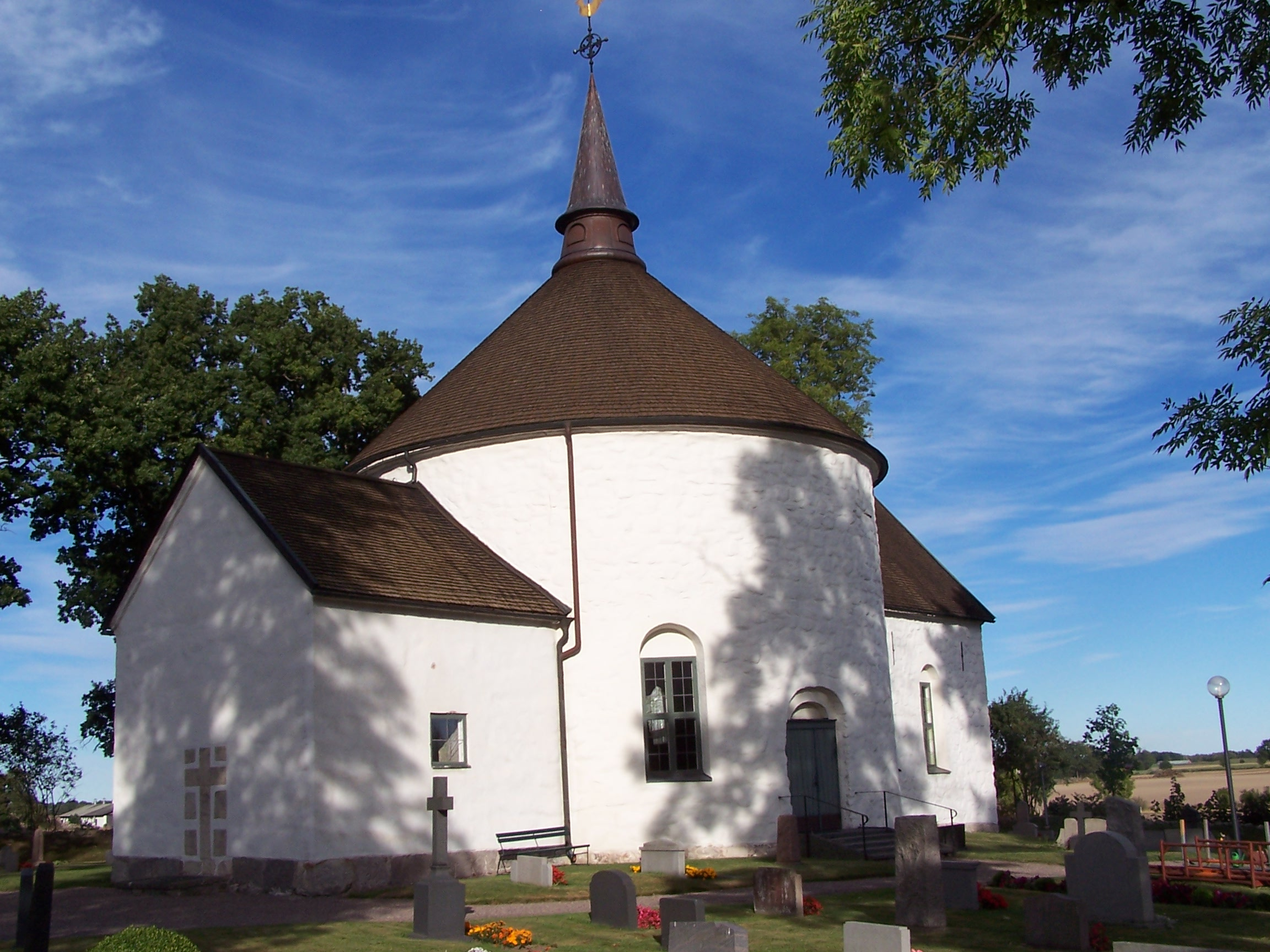
Voxtorps kyrka

In Schweden sind bis heute lediglich acht Rundkirchen (schwedisch rundkyrka) erhalten. Von fünf weiteren existieren noch Ruinen oder Grundmauern, die jedoch z. T. durch neuere Bauten ersetzt wurden. Sie zählen zu den ältesten Sakralbauten Schwedens und stammen aus dem 12. bis frühen 13. Jahrhundert. Mehrere im 17. Jahrhundert in Schweden errichtete sakrale Zentralbauten wie die Trefaldighetskyrka in Karlskrona, die Skeppsholmskyrka (Karl Johans kyrka), die Kirche von Mörkö in Södermanland und die Katarina kyrka in Stockholm erinnern an diese Rundkirchen. Nicht zuletzt durch die Ausgrabungen an der Ruine in Klosterstad wurde das Interesse an archäologischen Forschungen nach weiteren Standorten wieder geweckt.
Rundkirchen in Schweden (Rundkyrkorna)
- Kirche von Bromma – Provinz Stockholm
- Kirche von Solna – Provinz Stockholm
- Kirche von Munsö – Provinz Stockholm
- Kirche von Hagby – Provinz Kalmar
- Kirche von Voxtorp – Provinz Kalmar
- Kirche von Vårdsberg – Provinz Östergötland
- Kirche von Tjärstad – Provinz Östergötland
- Kirche von Valleberga – Provinz Skåne
- Kirche von Skörstorp – Provinz Västra Götaland
- Kirchenruine von Agnestad – Provinz Västra Götaland
- Kirchenruine von Klosterstad – Provinz Östergötland
- ehemalige Kirche von Dimbo-Ottravad – Provinz Västra Götaland
- Rundkirche von Helsingborg – Provinz Skåne (nicht mehr vorhanden)

## Norwegen

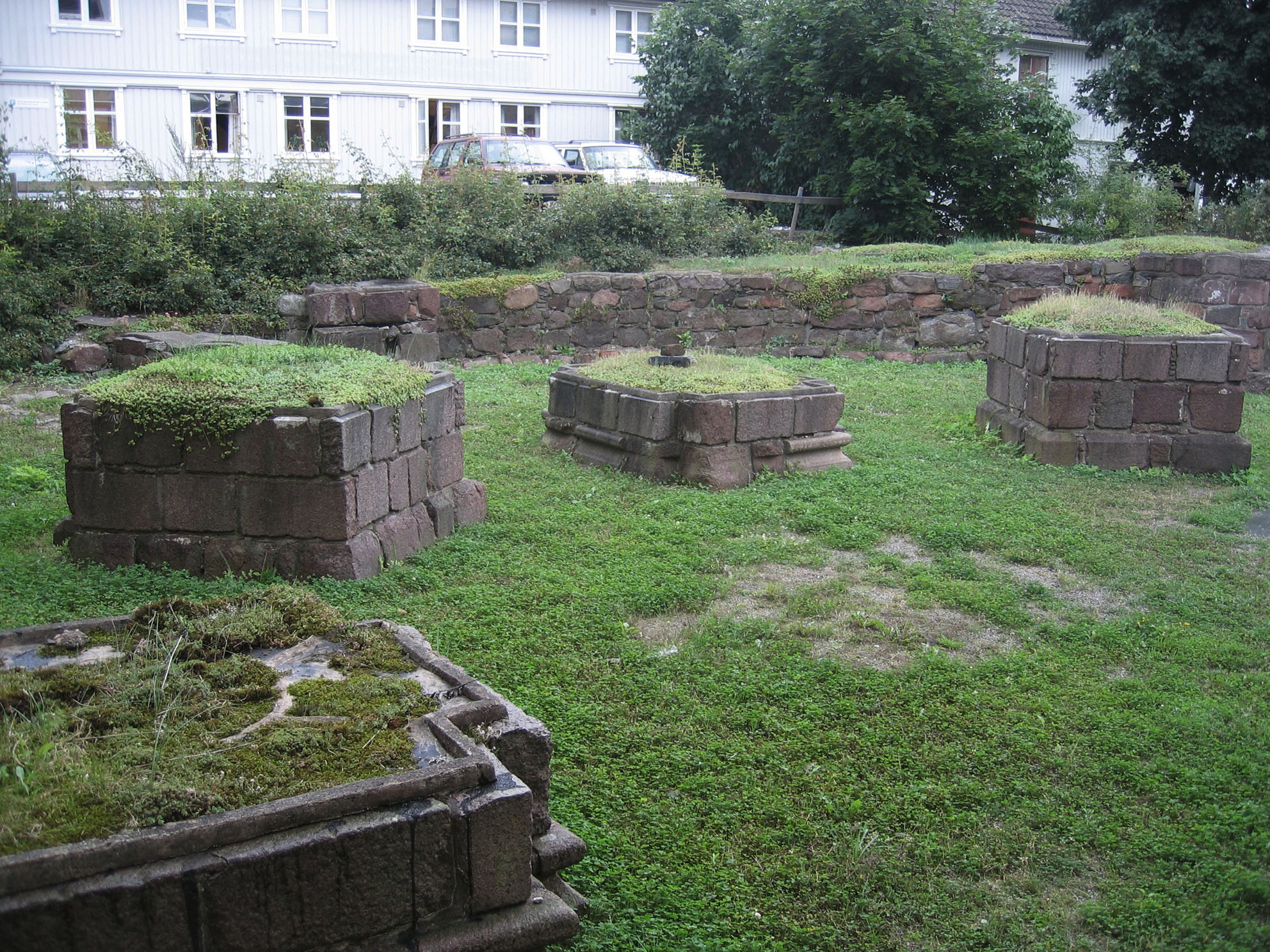
Tønsberg Olavskirken

Die einzige Rundkirche (norwegisch rundkirke) befindet sich als Ruine in Tønsberg, der ältesten Stadt Norwegens. Sie war Teil einer mittelalterlichen Klosteranlage des Prämonstratenser-Ordens. Ihr Bau wurde in der zweiten Hälfte des 12. Jahrhunderts begonnen, 1191 fertiggestellt und dem Heiligen Olav geweiht. Die Wahl einer Rundkirche als Klosterkirche gilt als einzigartig. Zudem war sie in ihren Ausmaßen die wohl größte Rundkirche Skandinaviens. Als Erklärung für diese Größe könnte der, bis heute anhaltende, Kult um St. Olav dienen. Bereits wenige Jahre nach ihrer Weihe, im März 1207, wurde in ihr König Erling Magnusson Steinvegg beigesetzt. 1536, vier Jahre nach der Säkularisation des Klosters, brannte die Anlage nieder. Einige Teile davon konnten jedoch wieder aufgebaut werden und wurden seither als Lehnsherren-Residenz benutzt.
Rundkirchen in Norwegen
- St.-Olav-Klosterkirche von Tønsberg – Provinz Vestfold